# Constanzo Festa
Constanzo Festa, född omkring 1467, död 10 april 1545, var en italiensk tonsättare.
Festa var påvlig kapellsångare, och är i sina mässor, madrigaler, motetter och andra kompositioner en förmedlare mellan den nederländska och den italienska skolans teknik. Han blev härigenom en viktig föregångare till Giovanni Pierluigi da Palestrina. I madrigalens historia är Festa huvudgestalten under dess första period (omkring 1530). Hans Te Deum uppförs ännu vid högtidliga tillfällen i Vatikanen.